# 王發祥 (雍正進士)
王发祥（?—?），山西黎城县人，清朝政治人物、同進士出身。

## 生平
雍正五年（1727年）丁未科进士，历湖南安化县知县。